# منتخب غوادلوب لكرة القدم للسيدات
منتخب غوادلوب لكرة القدم للسيدات هو ممثل غوادلوب الرسمي في المنافسات الدولية في كرة القدم للسيدات، يديريه اتحاد غوادلوب لكرة القدم.